# George Arnold Escher

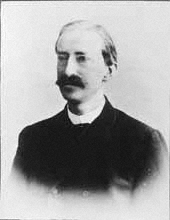
George Arnold Escher

George Arnold Escher (Den Haag, 10 mei 1843 – Den Haag, 14 juni 1939) was een Nederlands waterbouwkundig ingenieur die in Japan werkte (en daar nog steeds bekend is als een van de Watermannen) en bij Rijkswaterstaat. Hij was de vader van de graficus Maurits Cornelis Escher en de geoloog Berend George Escher.
Na zijn lagere school in Utrecht (Nutsschool) ging hij naar het gymnasium in Den Haag, waar hij al op 16-jarige leeftijd eindexamen deed en vervolgens besloot in Delft aan de Koninklijke Academie civiele techniek te gaan studeren. In 1863 slaagde hij voor zijn ingenieursexamen en schreef zich vervolgens in voor het examen waterstaatsingenieur. In de tijd dat hij op dit examen moest wachten, werkte hij als volontair bij de staatsspoorwegen in Alkmaar en leerde daar zijn collega Cornelis van Doorn kennen met wie hij een warme vriendschap bleef onderhouden tot diens dood in 1906. Na behalen van het waterstaatsexamen in 1866 kwam hij in dienst van Rijkswaterstaat en werkte in Arnhem en op Walcheren. Hij heeft onder andere een ontwerp gemaakt voor een leidam bij de Goudplaat aan de Noord-Bevelandse oever om inscharing door de getijstroom tegen te gaan. Omdat dit f 950.000 zou kosten, is dat niet uitgevoerd.
Escher werkte van september 1873 tot juli 1878 samen met onder anderen Johannis de Rijke en Cornelis van Doorn aan waterbouwkundige projecten in Japan. Tijdens zijn verblijf in Japan ontwierp Escher in Mikuni ook een pier, en een achtkantig gebouw dat in 1879 werd gebouwd, en dat als school werd gebruikt. Tijdens zijn verblijf in Japan heeft hij in 1876 samen met Johannis de Rijke ook advies uitgebracht voor verbetering van de haven van Shanghai.
Na zijn terugkeer uit Japan ging hij weer aan de slag bij Rijkwaterstaat. In eerste instantie in Maastricht. Als protestant slaagde hij er aanvankelijk niet in in het rooms-katholieke Maastricht een geschikte huwelijkspartner te vinden. Zijn aanstaande moest niet alleen protestant zijn, maar diende ook te voldoen aan de vergelijking v = 1/2m + 10, waarbij v stond voor de leeftijd van de vrouw, en m voor de leeftijd van de man. Na een korte periode werd zijn standplaats Gorinchem voor de aanleg van het Merwedekanaal. Tijdens zijn verblijf in Gorinchem trouwde hij in 1882 met Charlotte Marie de Hartitzsch uit de gemeente Ginneken en Bavel, met wie hij twee zoons kreeg.

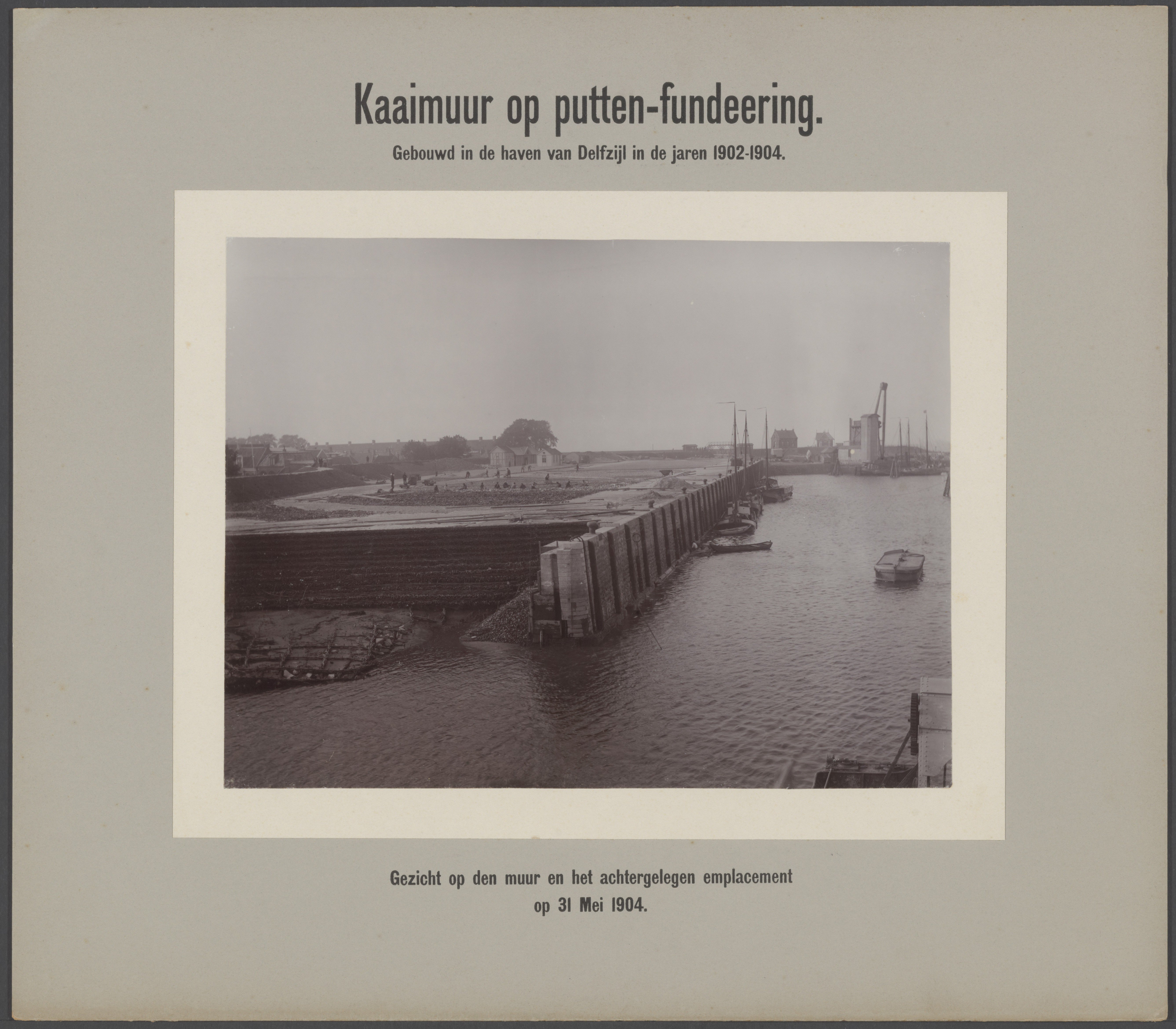
De kademuur in Delfzijl

Hij was in deze periode ook ingenieur in het rivier-arrondissement de IJssel te Kampen. Op 1 december 1890 werd hij overgeplaatst naar Leeuwarden waar hij waarnemend hoofdingenieur van het district Groningen en Friesland van de Rijkswaterstaat, en het gezin bewoonde aldaar het Princessehof. Een jaar later werd hij de hoofdingenieur daar. Nadat hij in 1885 weduwnaar was geworden trouwde hij in 1892 met Sara Gleichman, dochter van de voorzitter van de tweede kamer, Johan George Gleichman. Met haar kreeg hij drie zoons. In 1898 werd Maurits Cornelis geboren, hun jongste zoon. In deze tijd heeft hij zich beziggehouden met het boezempeil van Friesland en de haven van Delfzijl. Voor de nieuwe kademuur daar werd voor het eerst in Nederland een puttenfundering toegepast. Hiervoor heeft hij met enige medewerkers een studiereis naar Frankrijk gemaakt, waar dit type al eerder toegepast was. Daarnaast was hij ook lid van de Lauwerszeecommissie (1902-1904) onder voorzitterschap van ir. Leemans.
In 1903 verhuisde het gezin naar Arnhem, waar hij dezelfde functie bekleedde bij de directie Gelderland en Utrecht van de Rijkswaterstaat tot 1 juli 1908.

## Pensionering
Bij zijn pensionering werd hij benoemd tot ridder in de orde van de Nederlandse Leeuw. Na zijn pensionering ging hij in Oosterbeek wonen, later verhuisde hij naar Den Haag. Hij bleef actief in zijn vakgebied. In 1912 nam hij deel aan het PIANC congres in Philadelphia en maakte daarna nog een studiereis door de Verenigde Staten. Hij bleef ook een actieve rol spelen in het Koninklijk instituut van Ingenieurs (hij was 73 jaar lid!).
- Gemeinsame Normdatei: 128632321
- International Standard Name Identifier: 0000 0000 3849 0587
- Library of Congress Control Number: nb2004311295
- Bibliotheek van het Japanse parlement: 00466198
- Nederlandse Thesaurus van Auteursnamen: 213637480
- Virtual International Authority File: 45359104
- WorldCat: E39PBJcwDyVPwdQVtmhHK87yh3